# Щука (село)
Щука, також Штюка (рум. Știuca) — село у повіті Тіміш в Румунії. Входить до складу комуни Щука.
Село розташоване на відстані 347 км на північний захід від Бухареста, 61 км на схід від Тімішоари.

## Історія
Перша згадка про село датується 1585 роком (або 1590), однак фактично поселення було засноване в 1785 році під час німецької колонізації. Спочатку воно носило назву Ебендорф (нім. Ebendorf), яка проіснувала до 1901 року.
У 1930 році населення села складало 947 осіб, серед яких німців — 927 осіб, румунів — 9 осіб, угорців — 7 осіб, інших національностей — 4 особи. 1966 року тут проживало 748 осіб, серед яких німців — 635 осіб, румунів — 102 особи, інших — 9 осіб.
Починаючи з 1969 року в селі починають оселятися етнічні українці. За даними 1977 року населення Щуки становило 567 осіб, з яких за етнічним складом було 362 німця, 152 українця, 50 румун і 3 осіб інших національностей. Більшість етнічних німців емігрувало до Німеччини в 1990 році.
1992 року в Щуці налічувалося 640 жителів, серед них українців — 497 осіб, румун — 80 осіб, німців — 60 осіб, інших — 3 особи.

## Населення
За даними перепису населення 2002 року у селі проживали 849 осіб.
Національний склад населення села:
| Національність | Кількість осіб | Відсоток |
| -------------- | -------------- | -------- |
| українці       | 722            | 85,0%    |
| румуни         | 104            | 12,2%    |
| німці          | 16             | 1,9%     |

Рідною мовою назвали:
| Мова       | Кількість осіб | Відсоток |
| ---------- | -------------- | -------- |
| українська | 720            | 84,8%    |
| румунська  | 109            | 12,8%    |
| німецька   | 15             | 1,8%     |

## Галерея

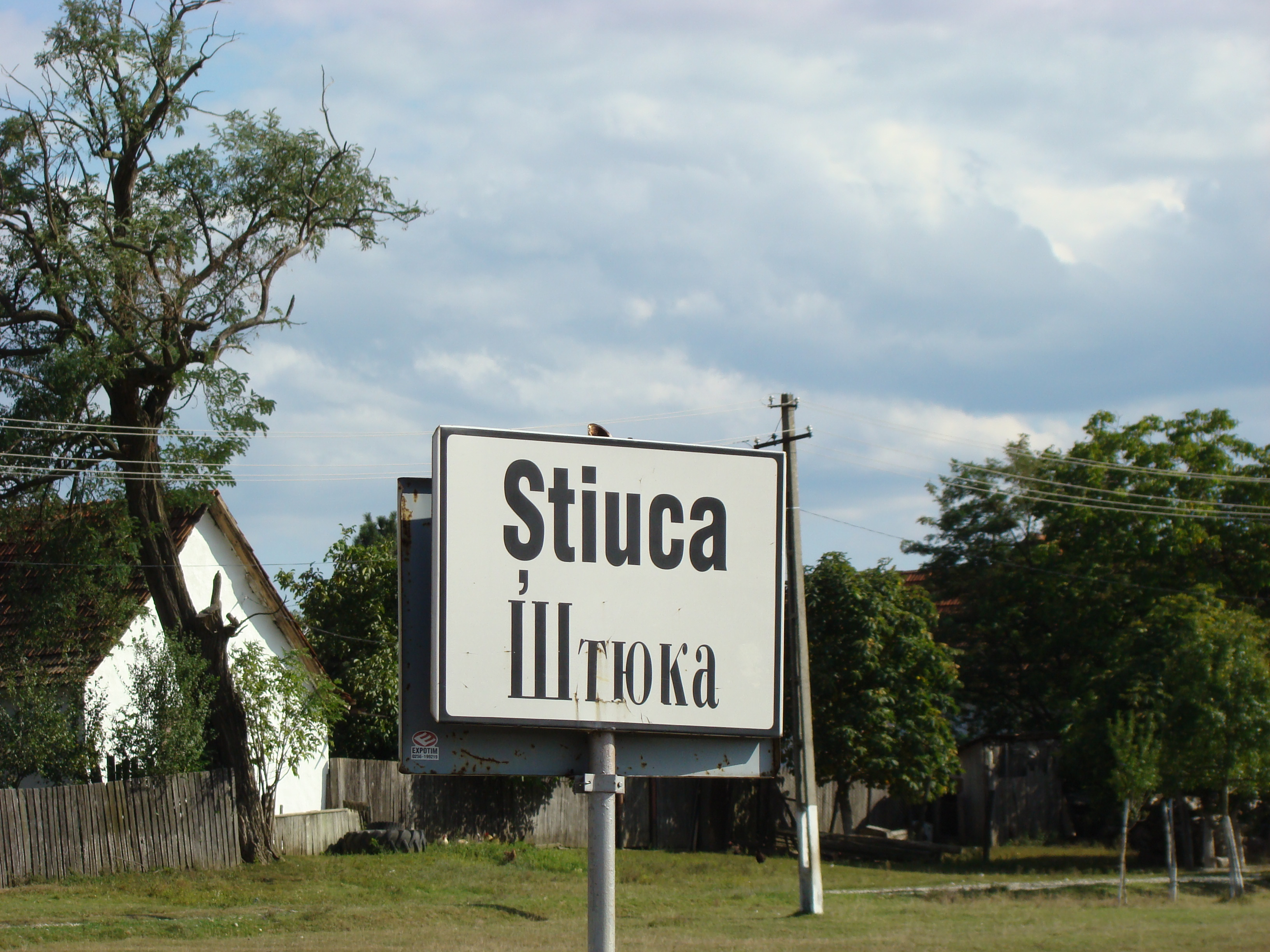
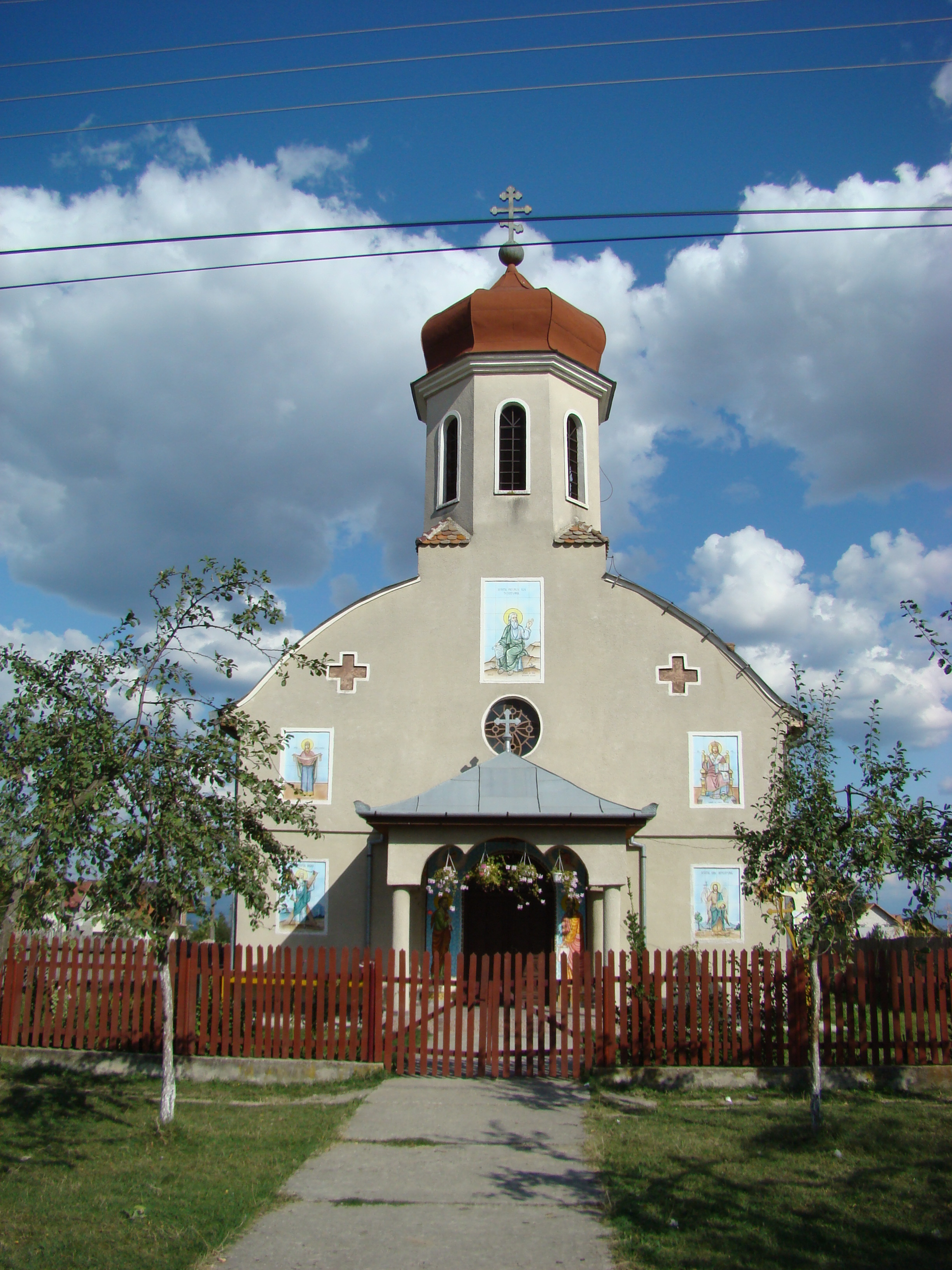
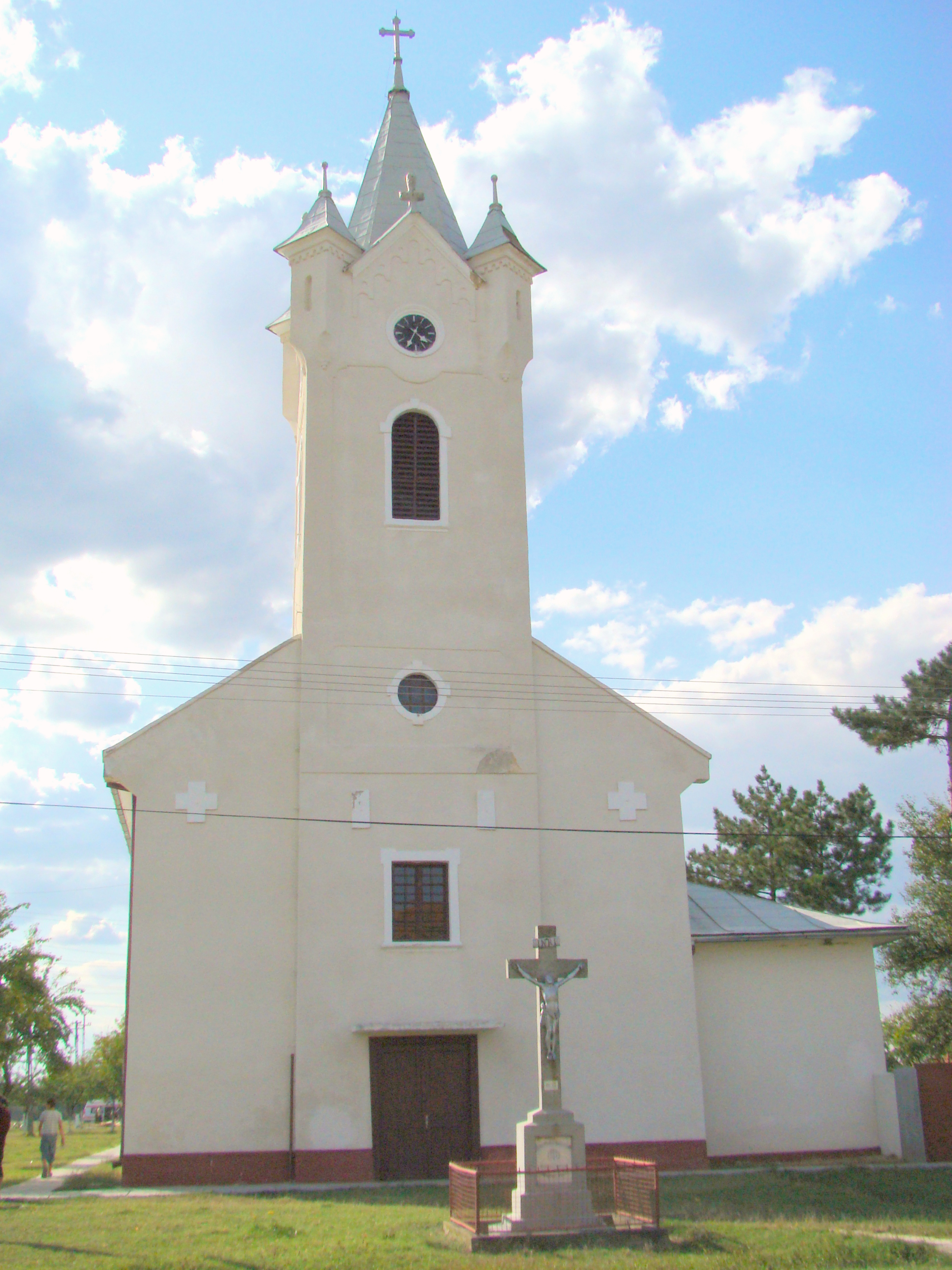
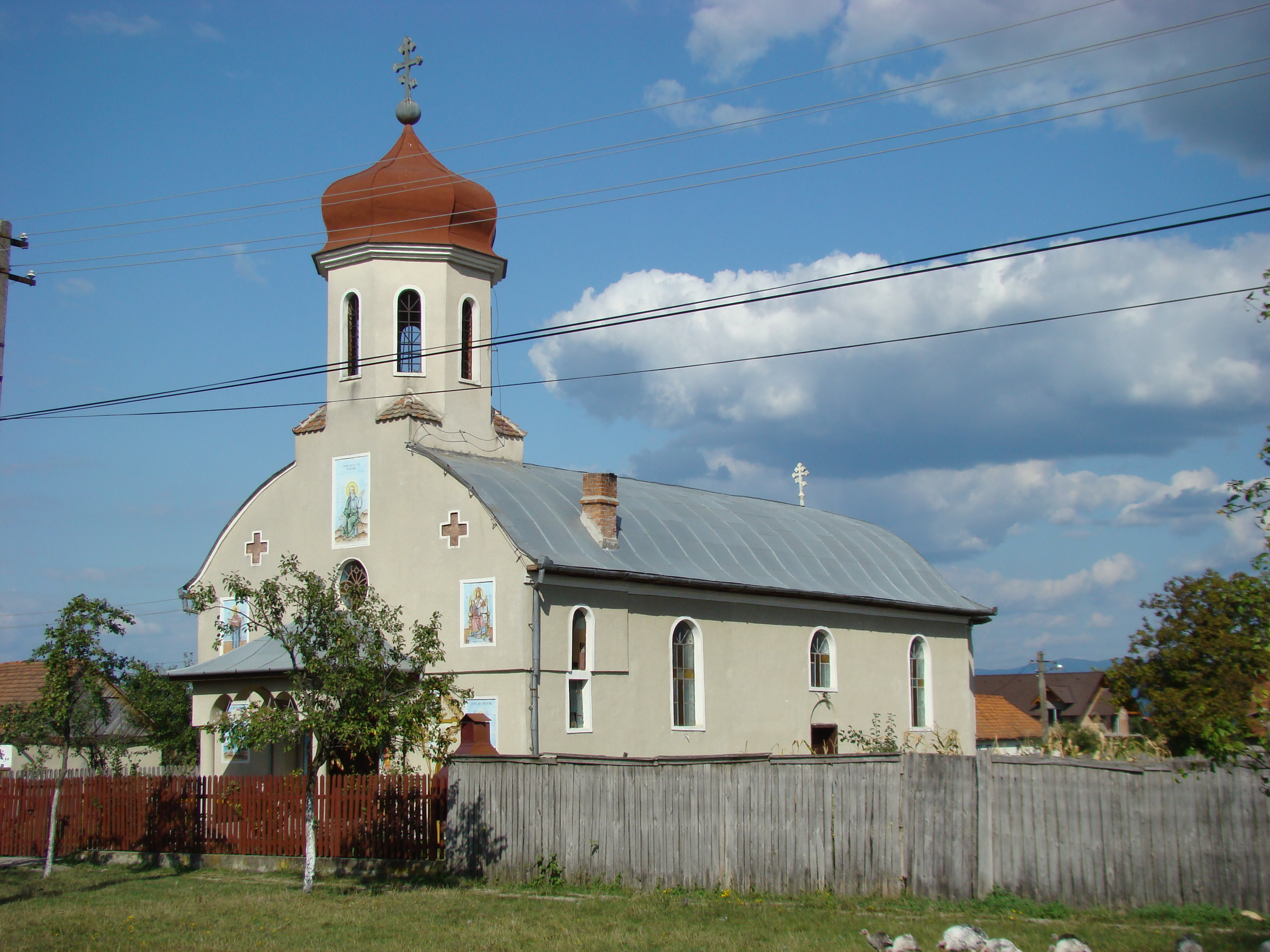